# Åsta Gudbrandsdatter

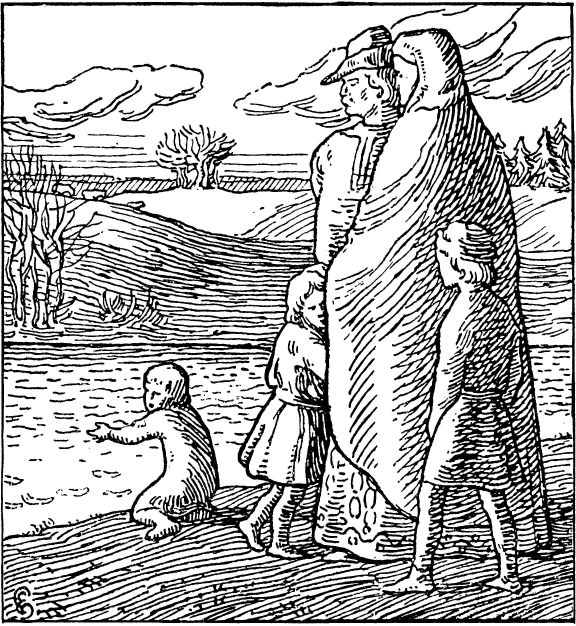
Kung Olav med sin mor och tre halvbröder. Den minste är Harald Hårdråde. Teckning av Halfdan Egedius, 1899.

Åsta Gudbrandsdatter (norröna: Ásta Guðbrandsdóttir) var en norsk kungamoder som levde under senare delen av 900-talet och en bit in på 1000-talet, kanske fram till 1030. Hennes far var stormannen Gudbrand Kula från ”Opplandene”, ett vid denna tid inte närmare definierat område norr om Viken i det inre Østlandet. Moderns namn är okänt. Åsta var gift med fylkeskungen Harald Grenske, död 995, och hade med honom sonen Olav, senare känd som Olav den helige.
Några år efter Haralds död gifte Åsta om sig med kungen av Ringerike i sydöstra Buskerud, Sigurd Halvdansson Syr, död omkring 1020, som blev sonen Olavs fosterfar. Med Sigurd hade Åsta fem barn, enligt Heimskringla: ”Äldst var Guttorm, sen kom Gunnhild, därpå Halvdan, så Ingrid och sist Harald.” Sladdbarnet Harald, som var tjugo år yngre än halvbrodern Olav, skulle också bli kung i Norge. Han fick då tillnamnet ”hårdråde”.
Det är i egenskap av kungamoder som Åsta Gudbrandsdatter har gått till historien. Om hennes levnad är nästan ingenting känt. Hon omtalas i Heimskringla och i sagorna om Olav den helige – men endast som bifigur. I den legendariska Olavssagan uppges hon ha blivit förskjuten av Harald Grenske, som ville söka sig en ny hustru. Enligt Snorre Sturlasson var hon dock fullständigt ovetande om Haralds planer när han for till Svitjod för att – trots att han redan var gift – fria till en viss Sigrid Tostesdotter. Denna Sigrid var dock hjärtligt trött på friare, och då en redan satt i salen när Harald anlände beslöt hon att slå två flugor i en smäll. Friarna söps redlösa varefter hon tuttade fyr på salen. ”Stugan brann ned och de som var därinne blev innebrända, men de som lyckades komma ut blev dräpta. Sigrid sade, att så skulle hon vänja småkungarna av med att komma från andra länder och fria till henne. Efter denna händelse fick hon namnet Sigrid Storråda.” När Åsta fick veta att hennes man inte bara var död utan även hade tänkt att överge henne blev hon, enligt Snorre, mycket upprörd. Hon for då hem till föräldragården i Opplandene, där sonen Olav föddes senare samma sommar (995).
Drottning Åsta förekommer också i en del fiktiva dialoger, som Snorre använder som berättartekniskt grepp för att föra handlingen framåt. När sonen Olav år 1015 planerade att erövra Norge och bad Åsta om råd framförde hon (enligt Snorre) åsikten att det är bättre att kriga och dö ung än att fredligt bruka jorden och bli gammal:
| ” | Så är det ställt med mig, min son, att jag gläder mig över dig, och gladare skall jag bli ju högre du stiger. Till detta vill jag intet spara av det jag har, men här där jag är, är rådshjälpen inte stor. Men även om så bleve ville jag hellre att du blev överkonung över Norge och inte levde längre i ditt kungadöme än vad Olav Tryggvason gjorde, än att du inte skulle bli en större kung än vad Sigurd suggan är och dö av ålderssot. | „ |